# Ceraclea ampliata
Ceraclea ampliata är en nattsländeart som beskrevs av Yang och Morse 2000. Ceraclea ampliata ingår i släktet Ceraclea och familjen långhornssländor. Inga underarter finns listade i Catalogue of Life.